# Jan Kulza

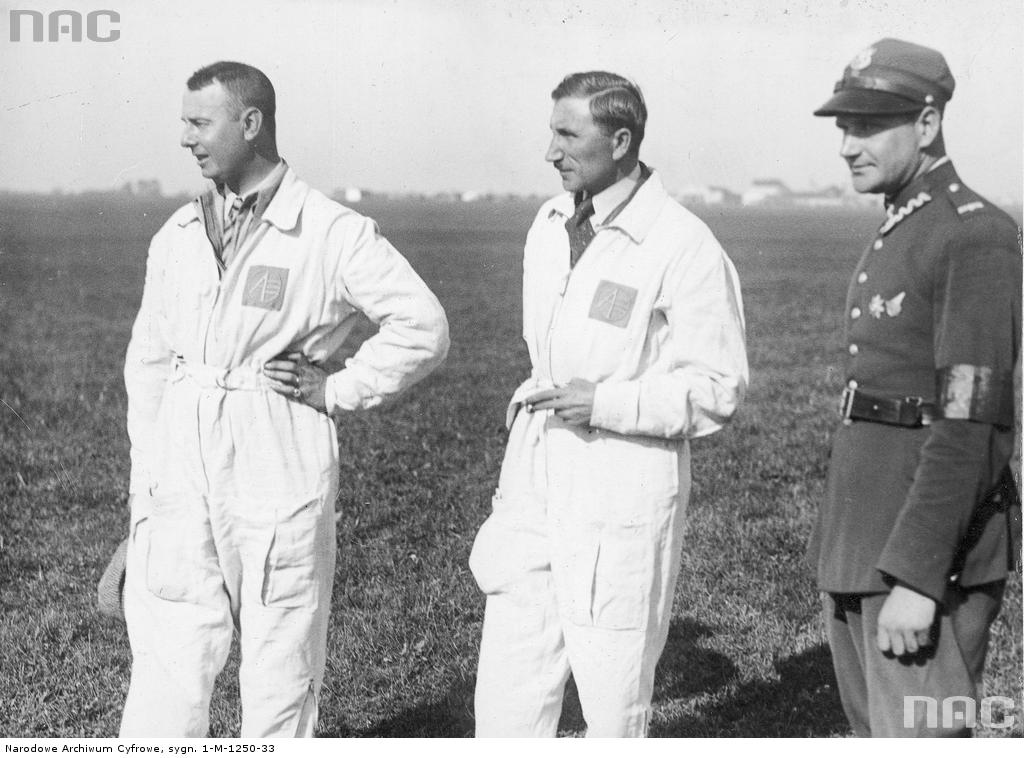
Załoga samolotu PZL 26 w czasie Międzynarodowych Zawodów Samolotów Turystycznych (Challenge 1934) w Warszawie: od lewej: pilot Jan Balcer i mechanik-obserwator kpt. Jan Kulza, na lotnisku (ze zbiorów NAC)

Jan Kulza (ur. 12 lipca 1898 w Radomiu, zm. 5 czerwca 1937 k. wsi Baranowo) – kapitan obserwator Wojska Polskiego.

## Życiorys
Był synem Władysława i Marii. Ukończył 5 klas szkoły handlowej w Radomiu. W 1914 roku wstąpił do Legionów, do oddziału wywiadowczego „Światopełk-Mirskiego”. W 1915 roku dostał się do niewoli rosyjskiej, skąd wkrótce uciekł i wstąpił do 3 pułku piechoty Legionów, z którym walczył na całym jego szlaku bojowym. Co najmniej od października 1918 roku służył w 1 Awjacyjnym Oddziale Wojsk Polskich utworzonym w strukturach 4 Dywizji Strzelców Polskich gen. Lucjana Żeligowskiego, w którym szkolił szeregowców.
Po powrocie do Polski od 1 sierpnia 1920 do 1 stycznia 1921 był uczniem 33. klasy Szkoły Podchorążych Piechoty. W 1926 roku służył w 6 pułku piechoty Legionów. Został odkomenderowany do 6 pułku lotniczego stacjonującego we Lwowie, gdzie pełnił służbę w 6 eskadrze. W 1929 roku został przeniesiony na stanowisko referenta do Departamentu Aeronautyki Ministerstwa Spraw Wojskowych. 12 marca 1933 został mianowany na stopień kapitana ze starszeństwem z 1 stycznia 1933 i 25. lokatą w korpusie oficerów aeronautycznych. Od 1934 roku służył w 3 pułku lotniczym, na stanowisku oficera taktycznego, a następnie dowódcy 34 eskadry liniowej.
W 1934 roku uczestniczył (w załodze z Janem Balcerem) w Międzynarodowych Zawodach Samolotów Turystycznych (Challenge 1934) w Warszawie na samolocie PZL-26.
Zginął (wraz z kapralem Franciszkiem Bekasiakiem) w wyniku zderzenia z ziemią w czasie nocnego lotu ćwiczebnego na samolocie Potez XXV nr 42-230. Został pochowany na Cmentarzu Wojskowym na Powązkach w Warszawie (kwatera C16-1-1).

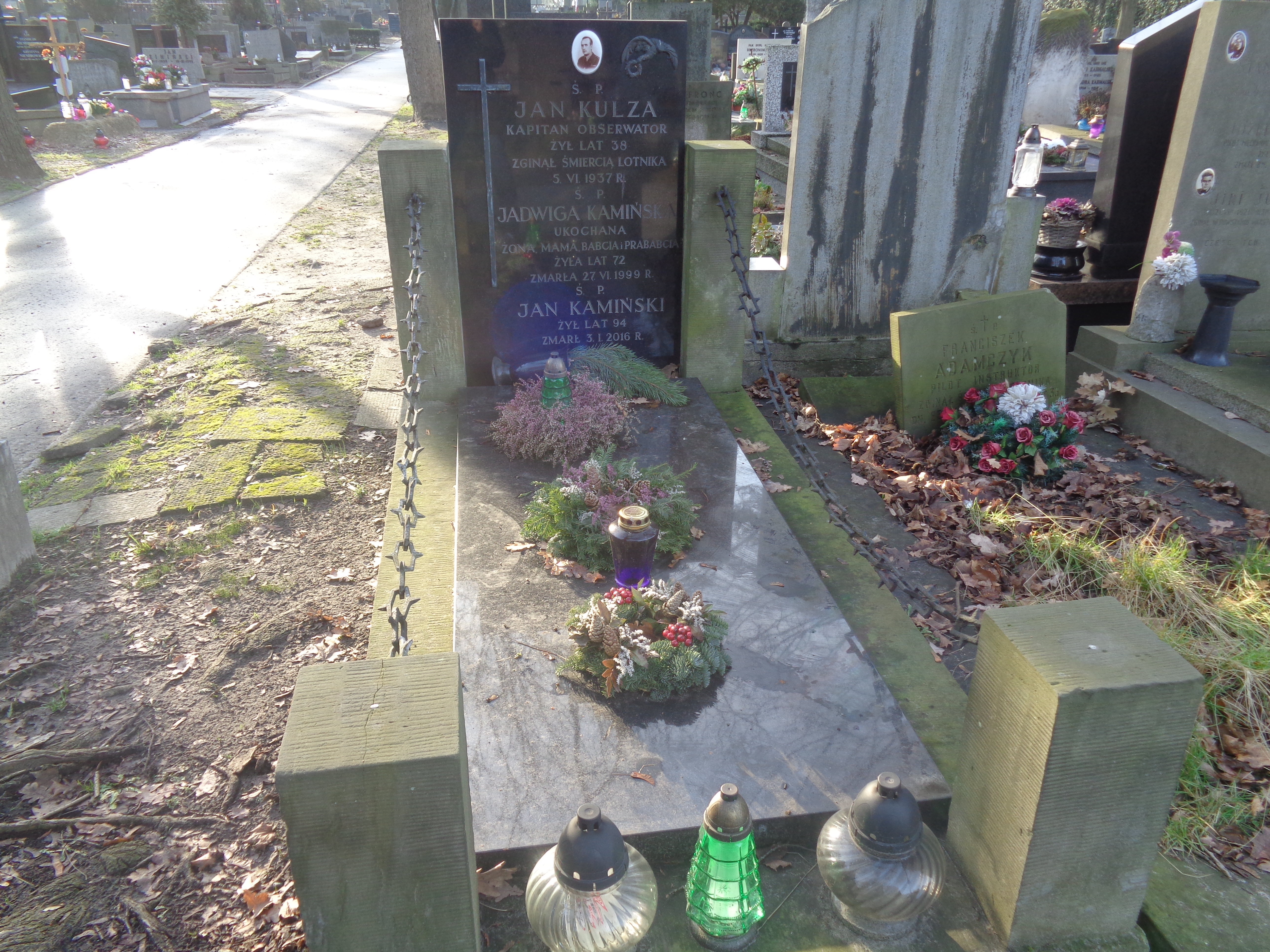
Grób Jana Kamińskiego i Jana Kulzy na Cmentarzu Wojskowym na Powązkach

## Awanse
- kapral – przed październikiem 1918
- porucznik – ze starszeństwem z 1 kwietnia 1922

## Ordery i odznaczenia
- Krzyż Niepodległości (20 lipca 1932)[7]
- Srebrny Krzyż Zasługi (19 marca 1931)[8]
- Medal Pamiątkowy za Wojnę 1918–1921
- Medal Dziesięciolecia Odzyskanej Niepodległości